# Reinhard van Nassau-Beilstein (graaf)
Reinhard van Nassau-Beilstein († tussen 30 december 1414 en 17 april 1418), Duits: Reinhard Graf von Nassau-Beilstein, was graaf van Nassau-Beilstein, een deel van het graafschap Nassau. Hij stamt uit de Ottoonse Linie van het Huis Nassau.

## Biografie
Reinhard was de tweede zoon van graaf Hendrik I van Nassau-Beilstein en Imagina van Westerburg, dochter van heer Siegfried I van Westerburg en Adelheid van Solms.
Na het overlijden van zijn vader in 1378 (1380?) nam Reinhard samen met zijn broer Hendrik de regering over. Hendrik resideerde op de Burcht Beilstein en Reinhard op de Burcht Liebenscheid. Het graafschap bleef echter ongedeeld; beide broers regeerden gezamenlijk. Het lukte de broers de financiële toestand van het graafschap te verbeteren en talrijke rechten die hun vader verpand had weer in te lossen. Het lukte hun eveneens de hoogheidsrechten op de heerlijkheid Westerwald te verdedigen tegen de heren van Westerburg en de heren van Runkel.
In de strijd om de heerlijkheid Heinsberg, een erfenis van zijn grootmoeder Adelheid van Heinsberg en Blankenberg, kreeg Reinhard van hertog Willem II van Gulik in 1380 als schadevergoeding een jaarlijkse rente van 50 goudgulden uit de tol bij Ravenstein.
Na het overlijden van zijn broer regeerde Reinhard het graafschap samen met zijn neef Johan. Reinhard overleed vermoedelijk tussen 30 december 1414 en 17 april 1418. Reinhard was ongehuwd en had geen kinderen.

## Voorouders
| Voorouders van Reinhard van Nassau-Beilstein | Voorouders van Reinhard van Nassau-Beilstein                                                              | Voorouders van Reinhard van Nassau-Beilstein                                                              | Voorouders van Reinhard van Nassau-Beilstein                                                              | Voorouders van Reinhard van Nassau-Beilstein                                                              | Voorouders van Reinhard van Nassau-Beilstein                                                      | Voorouders van Reinhard van Nassau-Beilstein                                                      | Voorouders van Reinhard van Nassau-Beilstein                                                      | Voorouders van Reinhard van Nassau-Beilstein                                                      |
| -------------------------------------------- | --- | --- | --- | --- | ------------------------------------------------------------------------------------------------- | ------------------------------------------------------------------------------------------------- | ------------------------------------------------------------------------------------------------- | ------------------------------------------------------------------------------------------------- |
| Betovergrootouders                           | Hendrik II van Nassau (ca. 1180–1247/50) ⚭ vóór 1215 Machteld van Gelre en Zutphen (?–na 1247)            | Emico IV van Leiningen (?–1276/79) ⚭ Elisabeth (?–1263)                                                   | Hendrik van Sponheim (–ca. 1258) ⚭ 1230 Agnes van Valkenburg en Heinsberg (?–1267)                        | Godfried van Brabant (1209–1254) ⚭ 1243 Maria van Oudenaarde (?–1277)                                     | Siegfried IV van Runkel (?–1266/67) ⚭ ? (?–?)                                                     | Gerlach I van Isenburg-Limburg (?–1289) ⚭ Imagina van Blieskastel (?–vóór 1298)                   | ? (?–?) ⚭ ? (?–?)                                                                                 | ? (?–?) ⚭ ? (?–?)                                                                                 |
| Overgrootouders                              | Otto I van Nassau (?–1289/90) ⚭ vóór 1270 Agnes van Leiningen (?–na 1299)                                 | Otto I van Nassau (?–1289/90) ⚭ vóór 1270 Agnes van Leiningen (?–na 1299)                                 | Dirk II van Heinsberg en Blankenberg (?–1303) ⚭ 1253 Johanna van Leuven (?–1291)                          | Dirk II van Heinsberg en Blankenberg (?–1303) ⚭ 1253 Johanna van Leuven (?–1291)                          | Hendrik I van Westerburg (?–1288) ⚭ 1267 Agnes van Isenburg-Limburg (?–na 1319)                   | Hendrik I van Westerburg (?–1288) ⚭ 1267 Agnes van Isenburg-Limburg (?–na 1319)                   | ? (?–?) ⚭ ? (?–?)                                                                                 | ? (?–?) ⚭ ? (?–?)                                                                                 |
| Grootouders                                  | Hendrik I van Nassau-Siegen (ca. 1270–1343) ⚭ vóór 1302 Adelheid van Heinsberg en Blankenberg (?–na 1343) | Hendrik I van Nassau-Siegen (ca. 1270–1343) ⚭ vóór 1302 Adelheid van Heinsberg en Blankenberg (?–na 1343) | Hendrik I van Nassau-Siegen (ca. 1270–1343) ⚭ vóór 1302 Adelheid van Heinsberg en Blankenberg (?–na 1343) | Hendrik I van Nassau-Siegen (ca. 1270–1343) ⚭ vóór 1302 Adelheid van Heinsberg en Blankenberg (?–na 1343) | Siegfried I van Westerburg (?–1315) ⚭ Adelheid van Solms (?–?)                                    | Siegfried I van Westerburg (?–1315) ⚭ Adelheid van Solms (?–?)                                    | Siegfried I van Westerburg (?–1315) ⚭ Adelheid van Solms (?–?)                                    | Siegfried I van Westerburg (?–1315) ⚭ Adelheid van Solms (?–?)                                    |
| Ouders                                       | Hendrik I van Nassau-Beilstein (ca. 1307–1378 (1380?)) ⚭ ca. 1339 Imagina van Westerburg (?–1388)         | Hendrik I van Nassau-Beilstein (ca. 1307–1378 (1380?)) ⚭ ca. 1339 Imagina van Westerburg (?–1388)         | Hendrik I van Nassau-Beilstein (ca. 1307–1378 (1380?)) ⚭ ca. 1339 Imagina van Westerburg (?–1388)         | Hendrik I van Nassau-Beilstein (ca. 1307–1378 (1380?)) ⚭ ca. 1339 Imagina van Westerburg (?–1388)         | Hendrik I van Nassau-Beilstein (ca. 1307–1378 (1380?)) ⚭ ca. 1339 Imagina van Westerburg (?–1388) | Hendrik I van Nassau-Beilstein (ca. 1307–1378 (1380?)) ⚭ ca. 1339 Imagina van Westerburg (?–1388) | Hendrik I van Nassau-Beilstein (ca. 1307–1378 (1380?)) ⚭ ca. 1339 Imagina van Westerburg (?–1388) | Hendrik I van Nassau-Beilstein (ca. 1307–1378 (1380?)) ⚭ ca. 1339 Imagina van Westerburg (?–1388) |